# Krasue (fantasma)
El Krasue (tailandés: กระสือ, /krà.sɯ̌ː/), conocido como Ahp (jemer: អា ប) en Camboya y como Kasu (Laos: ກະ ສື, /ka.sɯ̌ː/) en Laos, es un espíritu nocturno femenino del folclore del sudeste asiático. Se manifiesta como una mujer, generalmente joven y hermosa, con sus órganos internos colgando del cuello, por debajo de la cabeza.
Según la etnógrafa tailandesa Phraya Anuman Rajadhon, el Krasue consiste en una cabeza flotante acompañada de una especie de resplandor luminiscente tipo 'fuego fatuo'.  Las explicaciones que se intentaron sobre el origen del brillo incluyen la presencia de metano en áreas pantanosas. A menudo se dice que el Krasue vive en las mismas áreas que Krahang, un espíritu masculino del folklore tailandés.
Este espíritu se mueve flotando en el aire sobre el suelo, ya que no tiene cuerpo inferior. La garganta se puede representar de diferentes maneras, ya sea solo con la tráquea o con todo el cuello. Los órganos debajo de la cabeza generalmente incluyen el corazón y el estómago con una parte del instestino, el tracto intestinal enfatiza la naturaleza voraz del fantasma. En la película Krasue Valentine, este fantasma está representado con más órganos internos, como los pulmones y el hígado, pero muy reducido en tamaño y anatómicamente desproporcionado con la cabeza. Las vísceras a veces están representadas con sangre fresca, y también con brillo En las representaciones contemporáneas, sus dientes a menudo incluyen colmillos puntiagudos en yakkha (tailandés: ยักษ์) o moda vampírica. En la película Ghosts of Guts Eater ella tiene un halo alrededor de su cabeza.
Krasue ha sido objeto de varias películas en la región, entre ellas, Mi madre es Arb (jemer: កូន អើយ ម្តាយ អា ប). También conocida como Mamá Krasue, esta película de terror camboyana tiene la distinción de ser la primera película hecha en la República Popular de Kampuchea después de la ausencia de películas locales y la represión del folclore local en Camboya durante la era de los Jemeres Rojos.
El Krasue también se encuentra en la mitología popular de Malasia, donde se le llama penanggalan o hantu penanggal, y también en Indonesia, donde tiene muchos nombres como Leyak, Palasik, Selaq Metem, Kuyang, Poppo y Parakang. Este espíritu también forma parte del folklore vietnamita como miembro de los grupos étnicos minoritarios de las tierras altas centrales de Vietnam. En Filipinas hay un fantasma similar, manananggal, un espíritu local que persigue a las mujeres embarazadas. El espíritu también se menciona en muchos vídeos publicados en redes sociales, lo que lo convierte en un "monstruo aterrador" habitual en las redes sociales del Sudeste Asiático.